# نيك هال
نيك هال (بالإنجليزية: Nick Hall) هو لاعب كرة الريشة نيوزلندي، ولد في 19 سبتمبر 1970.

## وصلات خارجية
- نيك هال على موقع BWF.tournamentsoftware.com (الإنجليزية)
- نيك هال على موقع BWFbadminton.com (الإنجليزية)
- نيك هال على موقع اللجنة الأولمبية النيوزيلندية (الإنجليزية)
- نيك هال على موقع اتحاد ألعاب الكومنولث (مؤرشف) (الإنجليزية)